# 伊拉蒂克角
伊拉蒂克角（德語：Erratic Point），是南極洲的海岬，位於澳大利亞海外領地赫德島西部，處於加澤特角東南面2.4公里，德國的探險隊在1902年繪入地圖。